# Péninsule de Martin
Pour les articles homonymes, voir Martin.
La péninsule de Martin est une péninsule de la côte d'Antarctique occidental au niveau de la terre Marie Byrd. Elle se termine par le cap Herlacher et sépare la côte de Bakutis de la côte de Walgreen, ainsi que la barrière de Getz de la barrière de Dotson. Mesurant 96 km de long et 32 km de large, elle est pratiquement entièrement recouverte de glace, sauf quelques rochers sur sa côte. Le cap Jacobsen se trouve du côté oriental, sur la côte de Walgreen.
Délimitée lors de la campagne photographique de l'US Navy opération Highjump en janvier 1947, elle fut nommée par l'US ACAN en l'honneur du colonel Lawrence Martin, géographe de l'Antarctique et responsable de l'exploration antarctique, membre de l'US-SCAN, 1943-46.